# Pittore della Sphendone bianca

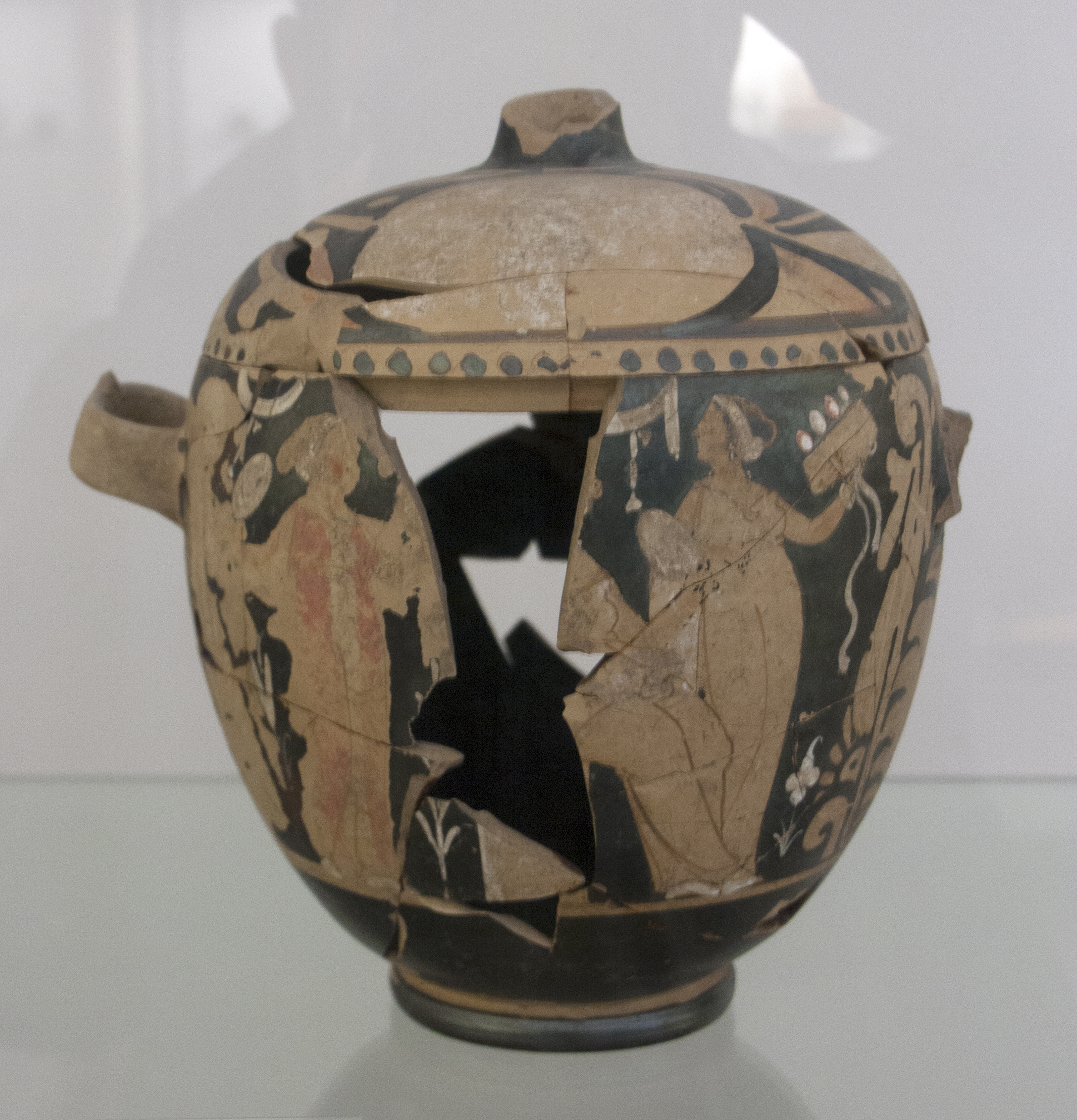
Vaso del Pittore della Sphendone Bianca

Pittore della Sphendone bianca (fl. III secolo a.C.) è il nome convenzionale assegnato ad un ceramografo ispirandosi al fazzoletto che lega le chiome delle sue figure femminili..

## Stile
Il suo stile si avvicina a quello del maestro Pittore di Lipari, ma con realizzazioni meno efficaci e dei tratti non sempre riusciti. spesso si trovano infatti degli eccessi di tocchi bianchi. Sono caratteristici i volti di prospetto di alcune sue figure.